# Medalha Karl Schwarzschild
A Medalha Karl Schwarzschild, homenageando o astrofísico Karl Schwarzschild, é uma condecoração concedida pela Sociedade Astronômica Alemã a eminentes astrônomos e astrofísicos.

## Agraciados
De 1959 até 2023.
- 1959 — Martin Schwarzschild
- 1963 — Charles Fehrenbach
- 1968 — Maarten Schmidt
- 1969 — Bengt Strömgren
- 1971 — Antony Hewish
- 1972 — Jan Oort
- 1974 — Cornelis de Jager
- 1975 — Lyman Spitzer
- 1977 — Wilhelm Becker
- 1978 — George Field
- 1980 — Ludwig Biermann
- 1981 — Bohdan Paczyński
- 1982 — Jean Delhaye
- 1983 — Donald Lynden-Bell
- 1984 — Daniel Popper
- 1985 — Edwin Ernest Salpeter
- 1986 — Subrahmanyan Chandrasekhar
- 1987 — Lodewijk Woltjer
- 1989 — Martin Rees
- 1990 — Eugene Parker
- 1992 — Fred Hoyle
- 1993 — Raymond Wilson
- 1994 — Joachim Trümper
- 1995 — Hendrik Christoffel van de Hulst
- 1996 — Kip Thorne
- 1997 — Joseph Hooton Taylor
- 1998 — Peter Strittmatter
- 1999 — Jeremiah Paul Ostriker
- 2000 — Roger Penrose
- 2001 — Keiichi Kodaira
- 2002 — Charles H. Townes
- 2003 — Erika Böhm-Vitense
- 2004 — Riccardo Giacconi
- 2005 — Gustav Andreas Tammann
- 2007 — Rudolf Kippenhahn
- 2008 — Rashid Sunyaev
- 2009 — Rolf-Peter Kudritzki
- 2010 — Michel Mayor
- 2011 — Reinhard Genzel
- 2012 — Sandra Faber
- 2013 — Karl-Heinz Rädler
- 2014 — Margaret Geller
- 2015 — Immo Appenzeller[3]
- 2016 — Robert Williams[4]
- 2017 — Richard Wielebinski
- 2018 — Andrzej Udalski
- 2019 — Ewine van Dishoeck
- 2020 — Friedrich-Karl Thielemann
- 2021 — Jocelyn Bell Burnell
- 2022 — Hans-Thomas Janka
- 2023 — Thomas Henning